# Hogna likelikeae
Hogna likelikeae este o specie de păianjeni din genul Hogna, familia Lycosidae. A fost descrisă pentru prima dată de Simon, 1900. Conform Catalogue of Life specia Hogna likelikeae nu are subspecii cunoscute.